# Чемпіонат НДР з хокею 1989—1990
Чемпіонат НДР з хокею 1990 — чемпіонат НДР, чемпіоном став клуб «Динамо» (Вайсвассер) 25-й титул.

## Таблиця
| М  | Команда               | 1С | 2С | 3С | 4С |
| -- | --------------------- | -- | -- | -- | -- |
| 1. | «Динамо» (Вайсвассер) | 3  | 3  | 0  | 3  |
| 2. | СК «Динамо» (Берлін)  | 0  | 0  | 3  | 0  |

Скорочення: М = підсумкове місце, 1С = 1 серія, 2С = 2 серія, 3С = 3 серія, 4С = 4 серія

### 1 серія
- «Динамо» (Вайсвассер) — СК «Динамо» (Берлін) 4:2
- СК «Динамо» (Берлін) — «Динамо» (Вайсвассер) 4:5 ОТ
- «Динамо» (Вайсвассер) — СК «Динамо» (Берлін) 3:2 ОТ

### 2 серія
- СК «Динамо» (Берлін) — «Динамо» (Вайсвассер) 3:4
- «Динамо» (Вайсвассер) — СК «Динамо» (Берлін) 3:2
- СК «Динамо» (Берлін) — «Динамо» (Вайсвассер) 2:6

### 3 серія
- «Динамо» (Вайсвассер) — СК «Динамо» (Берлін) 2:3
- СК «Динамо» (Берлін) — «Динамо» (Вайсвассер) 6:2
- «Динамо» (Вайсвассер) — СК «Динамо» (Берлін) 3:4

### 4 серія
- СК «Динамо» (Берлін) — «Динамо» (Вайсвассер) 5:10
- «Динамо» (Вайсвассер) — СК «Динамо» (Берлін) 7:5
- СК «Динамо» (Берлін) — «Динамо» (Вайсвассер) 3:5